# V8 Interceptor

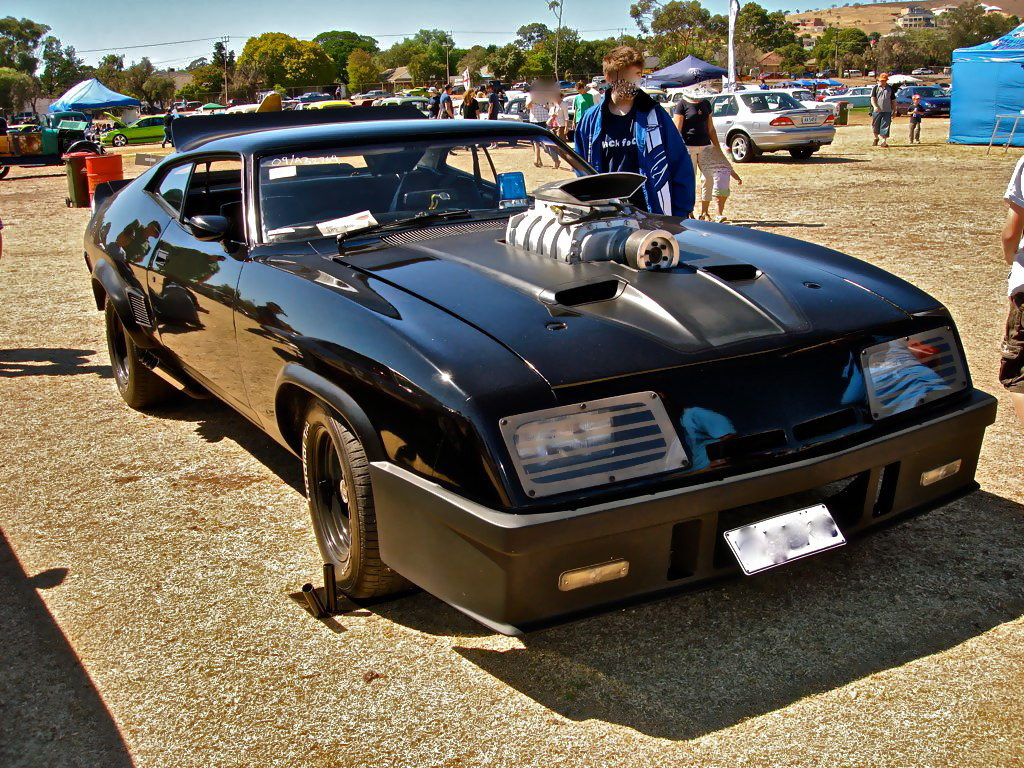
Fedele replica della V8 Interceptor come compare nel primo film

La V8 Interceptor è l'automobile utilizzata dal personaggio immaginario Max Rockatansky nella saga cinematografica Mad Max.
La vettura è basata su di una Ford Falcon XB GT Coupé del 1973, modificata dai produttori e accreditata nel film come un modello dalle capacità incredibili grazie ad un compressore volumetrico installato sul motore, benché nella realtà questo non fosse realmente funzionante. È presente in tutti i capitoli della serie tranne che in Oltre la sfera del tuono.

## Storia
La versione che compare nel film faceva parte di una serie limitata della Ford Falcon, una vettura prodotta dalla Ford in Australia e basata sostanzialmente sul design della Ford Torino Cobra e il corpo vettura della Ford Mustang Mach I, due auto statunitensi dei primi anni settanta.
La versione scelta era la XB GT Coupé, che venne prodotta in un numero esiguo di esemplari e che tutt'oggi, è difficilissima da reperire. La pre-produzione del film, iniziata dal regista George Miller e dal produttore Byron Kennedy nel 1976, cominciò con l'ingaggio di Murray Smith, Peter Arcadipane e Ray Beckerley per la realizzazione del veicolo. Smith acquistò il veicolo, una Falcon del 1973, mentre Arcadipane e Beckerley si adoperarono per realizzare le modifiche stesse insieme ad altri. Le modifiche fondamentali riguardavano il muso, al quale venne aggiunto un allungamento con due finti fari (quelli veri rimanevano visibili sotto) denominato Arcadipane Monza Nose Cone o anche Arcadipane Concorde Front, facente parte del Concorde kit per la modifica della Ford Falcon XC Van. Sotto di questo, una minigonna molto grossa che in totale prolungava il muso di circa 20 cm rispetto alla versione di serie.
Venne modificato il sistema di scarico, che vide l'utilizzo di 8 terminali (4 per lato) che affiancavano le portiere giusto accanto ai passaruota posteriori. Furono applicati diversi spoiler, uno sul tetto in prossimità del lunotto, e un secondo sull'estremità della coda, presi in prestito dalla versione Cobra. I cerchioni furono disegnati appositamente e realizzati in versione unica per il film (molti costruttori di repliche usano in alternativa i cerchi Sunraysia oppure i Cragar Nomad, opportunamente verniciati di nero), e gli pneumatici montati erano dei 245/50 R 14 sull'asse anteriore e 265/50 R 15 sull'asse posteriore, modello BF Goodrich Radial T/A.
Il motore venne modificato solo a livello estetico, con il montaggio di un compressore volumetrico Weiand non funzionante sulla testata, ma che veniva attivato elettricamente solo per fingerne il funzionamento. Il motore era uno standard 351 V8 Cleveland da circa 300 cavalli di potenza, che non venne ritoccato. Nel film veniva accreditata una potenza di 600 cavalli per merito del compressore volumetrico, nella realtà il veicolo aveva la potenza originale, anche perché per raggiungere una potenza simile sarebbe stata necessaria una radicale rivisitazione del propulsore. Gira comunque voce che il motore fosse in realtà un Pontiac 455 costruito dalla Phase Four Head, e che tale propulsore fosse davvero in grado di produrre una potenza incredibile come ripreso nel film. Il motore avrebbe avuto un compressore volumetrico davvero funzionante, e dotato di una cosiddetta Electro-Magnetic Clutch (Frizione Elettro Magnetica), doppio sistema ad iniezione elettronica e doppia conduttura ad aria (che permetteva al motore di funzionare quando il compressore volumetrico era spento). Questo motore sembra che sia stato utilizzato nel film, e poi successivamente rivenduto negli Stati Uniti, ma pare che le tracce siano andate perse e che questo propulsore non sia più rintracciabile. Altre voci, dicono che in realtà sia stato ordinato per costruire il modello del film, ma che alla fine non sia stato utilizzato causa il non funzionamento della Frizione Elettro Magnetica. Al giorno d'oggi, questa è una delle voci più accreditate riguardo all'utilizzo di un motore diverso dallo standard 351 V8 Cleveland.

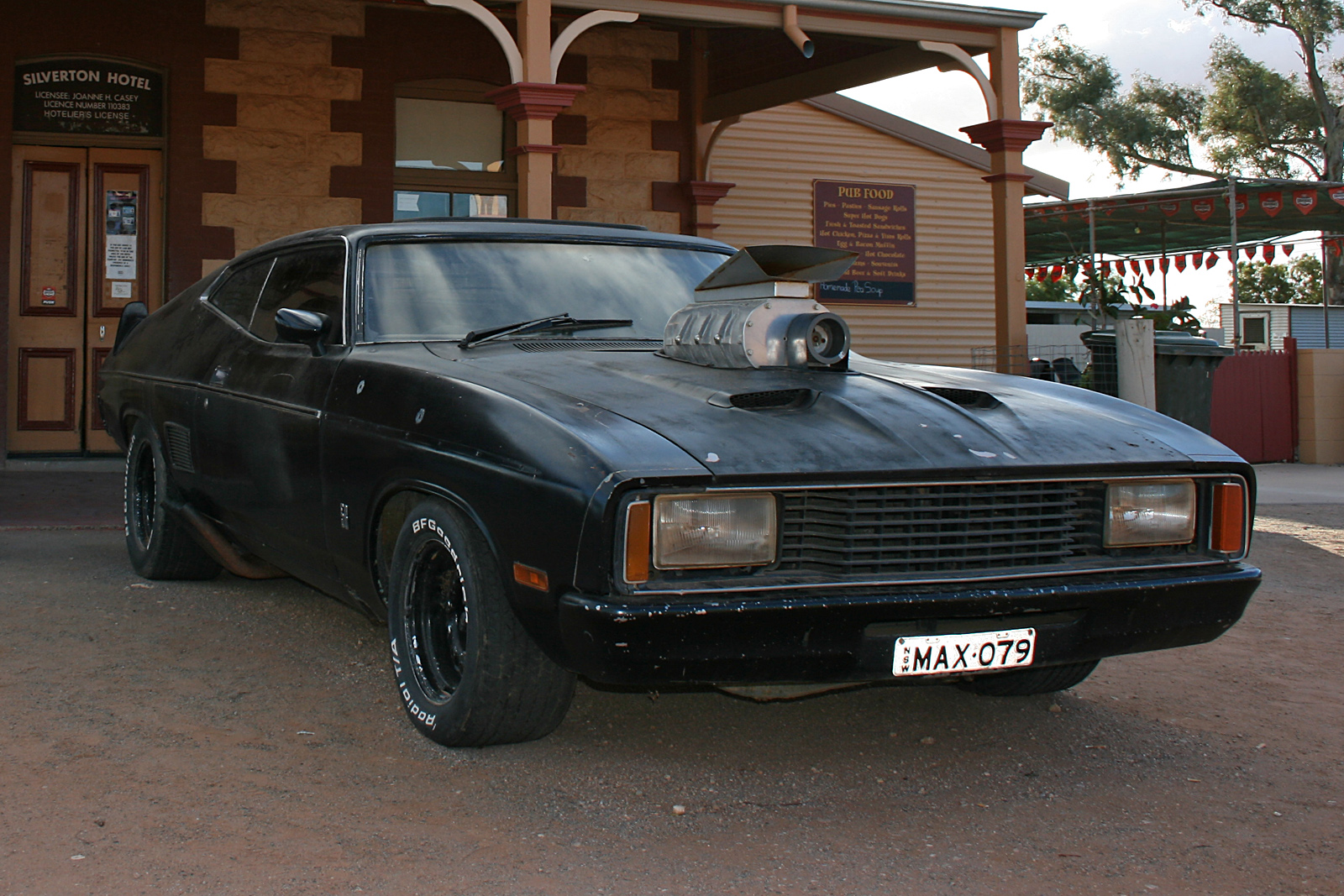
Replica della V8 Interceptor fuori del Silverton Hotel, principale location per le riprese del secondo film

## Nei film della serie

### Interceptor(Mad Max)
Nel primo episodio, la V8 Interceptor viene presentata per la prima volta nel garage sotterraneo della Main Force Patrol da un meccanico di nome Barry. Nella scena, il motore viene messo in moto e produce un suono molto potente simile a quello di un aeroplano. È da notare che la versione originale australiana presentava un suono diverso del motore, con una specie di fischio dovuto all'incredibile potenza prodotta, mentre nella versione doppiata americana (che poi ha fatto da base per i doppiaggi nel resto del mondo) il suono è più simile a quello di un comune V8.
Si vede in azione per la prima volta nella sequenza "Max decides for vengeance", dove la macchina viene prelevata senza permesso da Max che la utilizza per compiere la sua vendetta nei confronti della Gang di Toecutter. Il compressore volumetrico viene innestato per la prima volta mentre insegue Cundilini, Johnny The Boy, Mudguts e alcuni altri, e termina con l'eliminazione dei biker. Nel secondo pezzo, "Toecutter chase", dopo che Max è stato ferito da Bubba Zanetti, effettua una sgommata in ripartenza e si vede in lontananza l'auto arrivare. Si ode il suono del compressore volumetrico come quello di un aereo, e la V8 raggiunge Toecutter in una frazione di secondi. È da notare che nell'audio e nel video originale, compare solo il suono del compressore volumetrico e si vede la macchina che insegue il motociclista, ma ultimamente circola una versione dove è presente di sottofondo anche una sirena della polizia e sul cruscotto dell'auto si vede un lampeggiante acceso. Si presuppone che nelle versioni precedenti, questi particolari siano stati omessi per una qualche ragione, visto anche che la Interceptor è effettivamente attrezzata con questi elementi, come si vede in alcune scene precedenti (come quando accende la sirena per farsi strada). In tutto, l'auto fa un'apparizione di neanche 15 minuti, lasciando comunque un segno indelebile nella storia delle auto da film.

### Interceptor - Il guerriero della strada
Al termine del primo film la macchina originale era stata venduta dai produttori, tuttavia, per essere conforme alle norme sulla circolazione, dovette essere modificata dall'acquirente in alcuni elementi. Inoltre, l'auto fece un Tour promozionale in Australia, esposta in show room e in motor-shows. Rilevante la presenza al Melbourne Hot Rod Show Exhibition Building nel gennaio 1979 dove la macchina venne esposta, benché nessuno sapesse che cosa fosse, dato che il film non era ancora uscito. Qualcuno scattò delle foto per puro caso e, diversi anni dopo, riconoscendo il veicolo nel film, condivise le foto sul web. In queste foto, si possono vedere alcune delle modifiche apportate dopo la vendita dell'auto.
Nel 1981, Miller, Brian Hannant e Byron Kennedy, spinti dal successo inaspettato del primo film, decisero di realizzare un sequel. Riacquistarono la V8 ma, con sorpresa, scoprirono che alcuni elementi costruiti appositamente (come i cerchi e il compressore volumetrico) erano andati perduti, e la macchina avrebbe dovuto essere ricostruita quasi completamente. Nel film, sarebbe stata usata solo per le inquadrature all'interno dell'abitacolo e gli esterni più vicini, mentre una seconda fu costruita appositamente per le scene d'azione. Nella sequenza iniziale del film, le immagini mettono subito in evidenza quelle che erano le novità apportate al modello.
La grossa minigonna anteriore era scomparsa, i sedili interni erano stati smontati ed era stata aggiunta una gabbia rollbar per il passeggero ed una cuccia sulla portiera per Cane (il cane di Max). Due grossi serbatoi di benzina erano stati posizionati nella sede del portabagagli e del lunotto (anche questo eliminato) e il portellone del bagagliaio con relativo spoiler era stato tolto. Inoltre, la macchina ha un look molto trasandato e presenta parecchia ruggine sulla carrozzeria e sui cerchioni per darle l'aspetto di un'automobile da era post-atomica.
Dopo pochi minuti dall'inizio del film, Max urta violentemente uno degli Humungus, spaccando la mascherina anteriore e lasciando in vista il radiatore e i fari. La macchina non viene più utilizzata per buona parte del film, fino a quando Max, dopo aver caricato benzina nei due serbatoi, decide che è giunta l'ora di partire. Uscito dal forte della Tribù del Nord, fugge attraverso il campo degli Humungus, svegliando questi ultimi e finendo con l'essere inseguito. Innestato il compressore volumetrico e convinto di essere in netto vantaggio, viene raggiunto da Wez, Toadie e un altro che gli spaccano il parabrezza e lo fanno capottare dritto giù da una scarpata. L'auto è già in pezzi, quando Toadie cerca di rubare la benzina, facendo scattare l'allarme ed esplodere la macchina.
Per questa sequenza fu usata la seconda V8, costruita appositamente per non perdere l'originale V8. Il rottame rimase esposto in un deposito di rottami (junk yard) per quasi 20 anni, fino a che, al furto di una delle due cisterne, la zona venne recintata e i preziosi resti della V8 nascosti all'occhio dei visitatori. Di questo rottame ci sono ancora le tracce tuttavia, essendo stato esposto nel 2002 al Back to the Max, un festival che celebra il mito di Mad Max e le sue auto.
Al termine del secondo film la prima e originale Interceptor venne destinata alla demolizione e lasciata ad uno sfasciacarrozze. Questi però non la demolì affatto ma la custodì gelosamente nascondendola in un garage dove fu rintracciata diversi anni dopo da Bob Forsenko, che la ottenne dopo una trattativa con il "proprietario". La V8 venne restaurata e Forsenko, per far rientrare le spese (circa 25.000 AU $) la propose da esposizione in vari musei a pagamento, dove ottenne un ottimo successo. Successivamente, fu esposta permanentemente nel National Motor Museum of Australia di Birwood, South Australia. Attualmente, l'originale V8 risiede al "Cars of the Stars Motor Museum", in Inghilterra.
Alla 53ª Biennale di Venezia, l'artista australiano Shaun Gladwell ha esposto una replica della V8 Interceptor nell'ambito del suo progetto artistico MADDESTMAXIMVS, apertamente ispirato alla saga di Mad Max.

### Mad Max: Fury Road
Benché nella pellicola non ne venga chiarita la provenienza, nel prequel a fumetti si svela che la nuova V8 Interceptor è stata costruita dopo gli eventi del terzo film dagli scarti di altre macchine. Max avrebbe vinto il motore V8 dopo aver combattuto fino alla morte contro il leader dei "Porcospini" nell'arena Thunderdome di Gas Town. Dopo la vittoria, però, Max fu attaccato dai Porcospini e per poco non fu ucciso. Una donna misteriosa salvò la vita a Max e gli chiese in cambio di aiutarla a salvare sua figlia Glory dai Porcospini. Nello scontro finale contro i predoni sia Glory che sua madre morirono, quindi Max seppellì i loro corpi e proseguì nel deserto sulla nuova Interceptor.
Nel film la V8 appare nell'inseguimento iniziale dove Max viene catturato dai Figli di Guerra e portato alla Cittadella con l'automobile. La V8 venne pesantemente modificata e cromata di argento per essere usata dalle forze di Immortan Joe, l'antagonista principale. Max vide brevemente la V8 mentre viene modificata dai meccanici di Joe durante la sua tentata fuga all'inizio del film. La V8 modificata fa la sua comparsa durante l'inseguimento finale, pilotata dai Figli di Guerra guidati da Slit. Infuriato da ciò che hanno fatto alla sua macchina, Max tentò di uccidere Slit, ma lui schivò i colpi e prese il volante per continuare l'inseguimento quando i suoi compagni persero la vita. Slit riuscì a raggiungere la blindocisterna e tentò di uccidere Max con la sua stessa macchina, ma morì quando la V8 venne stritolata tra la blindocisterna e il mezzo del "Mangiauomini" di Gas Town ed esplose.